# Wstęgówka śliwica
Wstęgówka śliwica (Catocala fulminea) – gatunek motyla z rodziny mrocznicowatych i podrodziny Erebinae.